# Incident de Khamar-Daban
L'incident de Khamar-Daban est la mort de six randonneurs kazakhs le 5 août 1993, dans la chaîne de montagnes de Khamar-Daban, dans des circonstances incertaines. Cet événement est souvent comparé à l'Affaire du col Dyatlov, ce qui lui vaut le surnom de « col Dyatlov de la Bouriatie ».
Les six randonneurs décédés appartiennent à un groupe de sept personnes dirigé par Lyudmila Korovina. Valentina Utochenko, seule survivante, témoigne des événements par la suite. Malgré un signalement à la police, aucune recherche officielle ne débute avant le 24 août. Les hélicoptères mettent deux jours à localiser les corps, car Utochenko ne peut pas encore raconter ce qui s'est passé. Selon le rapport d’autopsie, toutes les victimes meurent d'hypothermie, sauf Korovina, qui succombe à une crise cardiaque.

## Contexte
Khamar-Daban, une chaîne montagneuse située dans le sud de la Sibérie, en République de Bouriatie, Russie, est un lieu prisé des amateurs de randonnée. Durant l'été 1993, Lyudmila Korovina, membre du club touristique « Azimut » de Petropavl, instructrice expérimentée et Maître des sports en randonnée, organise une expédition dans les montagnes de Khamar-Daban. Elle est accompagnée de six de ses élèves : Aleksander « Sacha » Krysin, Tatyana Filipenko, Denis Shvachkin, Valentina « Valya » Utochenko, Viktoriya Zalesova et Timur Bapanov. Korovina, habituée de la région, entraîne ses élèves pour l'expédition.
| Membres de l'expédition       | Membres de l'expédition      | Membres de l'expédition | Membres de l'expédition | Membres de l'expédition |
| Nom (Romanisation)            | Nom en Cyrillique            | Date de naissance       | Âge                     | Sexe                    |
| ----------------------------- | ---------------------------- | ----------------------- | ----------------------- | ----------------------- |
| Lyudmila Ivanovna Korovina    | Людмила Ивановна Коровина    | 21 novembre 1951        | 41 ans                  | Féminin                 |
| Tatiana Yurievna Filipenko    | Татьяна Юрьевна Филипенко    | 5 janvier 1969          | 24 ans                  | Féminin                 |
| Alexander Gennadievich Krysin | Александр Геннадиевич Крысин | 6 juillet 1970          | 23 ans                  | Masculin                |
| Denis Viktorovich Shvachkin   | Денис Викторович Швачкин     | 23 avril 1974           | 19 ans                  | Masculin                |
| Valentina Utochenko           | Валентина Уточенко           | 18 septembre 1975       | 17 ans                  | Féminin                 |
| Viktoriya Zalesova            | Виктория Залесова            | 23 octobre 1976         | 16 ans                  | Féminin                 |
| Timur Balgabaevich Bapanov    | Тимур Балгабаевич Бапанов    | 15 juillet 1978         | 15 ans                  | Masculin                |

## Chronologie des événements
Le groupe de touristes est formé au sein du club « Azimut », actif dans une école pédagogique de la ville de Petropavlovsk au Kazakhstan. La responsable du groupe est une touriste expérimentée, maître des sports de l'URSS, Lioudmila Ivanovna Korovina, âgée de 41 ans, qui sélectionne personnellement les participants. L'âge des participants varie entre 15 ans et 24 ans.
L'expédition se déroule dans le cadre de la « Turiada » — des randonnées de masse dans les forêts et montagnes à travers toute la Russie. Korovina, ayant déjà visité la chaîne de montagnes du Khamar-Daban, élabore seule, six mois avant le départ, l'itinéraire, le déroulement du voyage, le chronométrage et le régime alimentaire.
L'itinéraire commence à la station Murino, traverse le col de Langoutaï et mène à la crête de la chaîne, conduisant au sommet Khan-Ula (2 371 m), puis au goltsy Iaguelny (2 204 m) et au sommet 2310, également connu sous le nom de pic Relais (le nom Trettrans découle, semble-t-il, d'une erreur dans un des rapports sur les recherches de l'expédition, reprise ensuite dans des sources ultérieures), avant de descendre vers la rivière Snejnaïa. Ensuite, l'itinéraire traverse le lac Pato, l'Outoulik et le col du lac des Diables pour arriver à Slioudianka. La distance totale est d'environ 210–230 kilomètres, sur un itinéraire classé en troisième catégorie de difficulté.
Plus tard, Valentina Outotchenko explique que l'itinéraire du groupe de Korovina sert de « plan de secours » pour un groupe ayant un itinéraire de quatrième catégorie (le long de la rivière Khara-Mourin jusqu'au lac Pato), dont Natalia, fille de 16 ans de Lioudmila Korovina, est participante, les groupes devant se rencontrer près du lac Pato.
Après avoir envoyé un télégramme depuis Murino pour informer les secours du départ, le groupe s'engage dans l'expédition le 2 août. Dès le début, ils rencontrent de mauvaises conditions météorologiques — une forte pluie qui les accompagne lors de leur ascension du col de Langoutaï. Au col, les touristes font une pause d'une journée, puis poursuivent leur chemin sous la pluie battante. Le groupe atteint le sommet de Khan-Ula, progresse le long de la crête et arrive sur le plateau de partage des eaux des rivières Anigta et Baïga. Leur dernière nuitée a lieu près du lac Galitchié. En soirée du 4 août, après avoir parcouru environ 70 km, les randonneurs atteignent la hauteur de Trettrans, où ils décident de camper. Le lendemain matin, à la pluie battante s'ajoute de la neige mouillée.
« 
4 août : le groupe atteint le col Kroutoï. Ils prennent une note laissée par un autre groupe, puis la remplacent par la leur. L'après-midi, ils descendent dans la zone alpine sans arbres. Ils cuisinent sur des réchauds. Vers 16 h, ils se dirigent vers la hauteur de Trettrans, couvrant 6 km. La pluie est forte, il fait froid. Ils s'arrêtent dans une zone sans arbres et montent deux tentes. À 4 h du matin, les cordages des tentes se déchirent. Ils les réparent. À 6 h, un piquet est arraché. Les sacs de couchage sont mouillés. »
Au même moment, dans les montagnes du Khamar-Daban, des recherches sont menées pour retrouver deux jeunes d’Omsk. Ils disparaissent le 17 août, ce que rapporte une troisième participante, qui parvient seule à Irkoutsk et informe les secours. La jeune femme raconte que le chef du groupe, Ivan Vasnev, âgé de 18 ans, et la touriste Olga Indioukova, également âgée de 18 ans, sont partis en reconnaissance, sans revenir à l’heure prévue au point de rendez-vous. Après une journée d’attente, les trois autres touristes du groupe d’Omsk laissent une note et des provisions avant de partir chercher de l’aide. Avec les deux jeunes d’Omsk, que les secouristes récupèrent à bord de l’hélicoptère déjà présent sur la Snejnaïa, l’équipe se lance à la recherche des disparus.
Vasnev et Indioukova sont finalement retrouvés seulement le 24 août — ils attendent près de la Snejnaïa, ayant tendu un plastique bleu sur la rive. Une fois à bord de l’hélicoptère, les secouristes se dirigent vers leur base, mais en chemin, sur le flanc de la montagne Trettrans, ils aperçoivent les corps des randonneurs décédés de Petropavlovsk.
Les secouristes, après avoir atterri, examinent le lieu de l’incident. Ils constatent que les randonneurs se trouvent sur un flanc dégagé, à 200–250 mètres en contrebas de la crête, en direction du bassin de la rivière Snejnaïa. La limite de la forêt est également à environ 200–300 mètres. Les corps sont dispersés : les premiers retrouvés sont ceux de Krysin et de Korovina ; un peu plus loin, les corps de Zalesova et de Bapanov sont découverts, tandis que ceux de Filipenko et de Shvatchkine sont retrouvés isolés. Tous les corps montrent des signes de décomposition avancée, les orbites des yeux sont complètement vides. Trois des défunts (Denis, Tania et Vika) portent de fines tenues de sport, et deux sont pieds nus (Timour et Tania).
Les corps des randonneurs sont placés dans un des deux hélicoptères et transportés à Oulan-Oude, où une expertise médico-légale est réalisée.
« 
« Lorsque nous avons reçu six corps de touristes pour analyse, l’objectif était de déterminer la cause de la mort, d’identifier d’éventuelles blessures et d’exclure une mort violente. Les experts travaillent sur trois axes :
1) établir et prouver que la cause du décès est l’hypothermie générale des corps ;
2) rechercher — la possibilité d’une intoxication de masse (aliments de mauvaise qualité, substances toxiques) ;
3) identifier des blessures mécaniques.
Tout d’abord, nous examinons attentivement les conditions dans lesquelles cette tragédie s’est produite. Nous déterminons immédiatement que les facteurs ayant contribué à la mort étaient : l’altitude, le climat continental rigoureux avec des conditions météorologiques imprévisibles. Lors des jours où la tragédie a eu lieu, à basse température avec de fortes précipitations, tous les vêtements des victimes étaient trempés. À cela s’ajoutent un effort physique important et un manque d’oxygène. Dans de telles conditions, la mort peut survenir rapidement. Nous avons observé des cas où, dans des circonstances similaires, des personnes mouraient d’hypothermie en l’espace de deux heures ». »
.
« 
« Lors de l’autopsie de Bapanov et Filipenko, des signes d’hypothermie générale ont été constatés. Les muscles, le foie et d’autres organes manquaient de nutriments, notamment de glycogène. Ces observations nous ont permis de conclure que la cause du décès était l’exposition à de basses températures. Aucune autre blessure, en dehors des dommages causés par des insectes et des larves de mouches, n’a été identifiée ». »
.
« 
« Dans le laboratoire histologique judiciaire, une analyse histologique des organes et tissus des touristes a été effectuée. Elle montre des modifications morphologiques caractéristiques d’un trouble général de la circulation sanguine et de la respiration, se traduisant par une congestion de tous les organes internes et des tissus, accompagnée d’une anémie générale de la peau et des muscles, et de saignements dus à une augmentation de la perméabilité des parois des vaisseaux sanguins, ainsi qu’un œdème pulmonaire. De plus, des modifications dystrophiques, caractéristiques d’une dystrophie protéique, ont été détectées dans les organes internes — cœur, foie et reins. Des analyses histochimiques supplémentaires révèlent une disparition totale du glycogène dans les tissus du foie et du cœur, ce qui est typique dans des cas d’hypothermie générale. Ces analyses confirment pleinement que la cause de la mort est l’hypothermie générale des corps. Les perturbations du métabolisme des protéines suggèrent également un état de dystrophie protéique, voire de famine ». »
En conséquence, aucune enquête pénale n’est ouverte sur le décès des membres du groupe Korovina.

## Théories
De nombreuses théories ont été proposées pour expliquer les causes des décès des randonneurs. Les sauveteurs Valery Tatarnikov et Vladimir Zinov, qui participent à l'opération de recherche des corps, affirment qu'il est impossible que les randonneurs soient morts de froid. Zinov suggère qu'ils pourraient être morts du mal aigu des montagnes. Le randonneur Vladimir Borzenkov et le membre de l'opération de recherche Nikolai Fedorov suggèrent que les randonneurs deviennent fous à cause des infrasons. Yuri Golius, chef de l'opération de recherche, attribue leur mort à la négligence de Korovina, affirmant qu'elle affamait ses étudiants, ce qui aurait causé une carence en vitamines. Dans une interview de 2018 pour Komsomolskaya Pravda, Utochenko rejette la théorie selon laquelle Korovina aurait été responsable des décès. Elle pense que la cause des décès est un œdème pulmonaire.

### Hypothermie
La première explication propose que les randonneurs meurent de la manière indiquée par le rapport d’autopsie : en succombant à l’hypothermie après avoir été mal abrités cette nuit-là. En cas d'hypothermie sévère, des hallucinations et un déshabillage paradoxal peuvent survenir, ce qui expliquerait pourquoi les randonneurs sont retrouvés partiellement dévêtus.
Certaines parties du récit d'Utochenko pourraient être involontairement exagérées, car les personnes ayant vécu une expérience traumatisante se souviennent souvent mal des détails.

### Expérience militaire
Une théorie suggère que les randonneurs pourraient avoir découvert une expérience militaire russe menée dans les montagnes et auraient été tués pour préserver le secret de cette expérience. Cette théorie est jugée peu crédible, car la chaîne de montagnes de Khamar-Daban est une zone publique très fréquentée pendant la saison touristique, ce qui rend peu probable la conduite d'expériences secrètes à cet endroit et à ce moment.

### Agents neurotoxiques
Les symptômes décrits par Utochenko ressemblent à ceux causés par des agents neurotoxiques. En particulier, la mousse à la bouche et les convulsions correspondent à une mort causée par un agent neurotoxique puissant. Les contusions aux poumons pourraient également être un signe d'exposition à un gaz neurotoxique, car ce type de contact peut provoquer une détresse respiratoire. L'arrêt cardiaque, également causé par ces agents, correspond à la cause du décès de Korovina.
Le Novitchok, une famille d'agents neurotoxiques développée par l'Union soviétique et la Russie jusqu'en 1993, considérée comme les agents neurotoxiques les plus mortels, aurait été testé dans des zones proches de Khamar-Daban.

### Eau contaminée

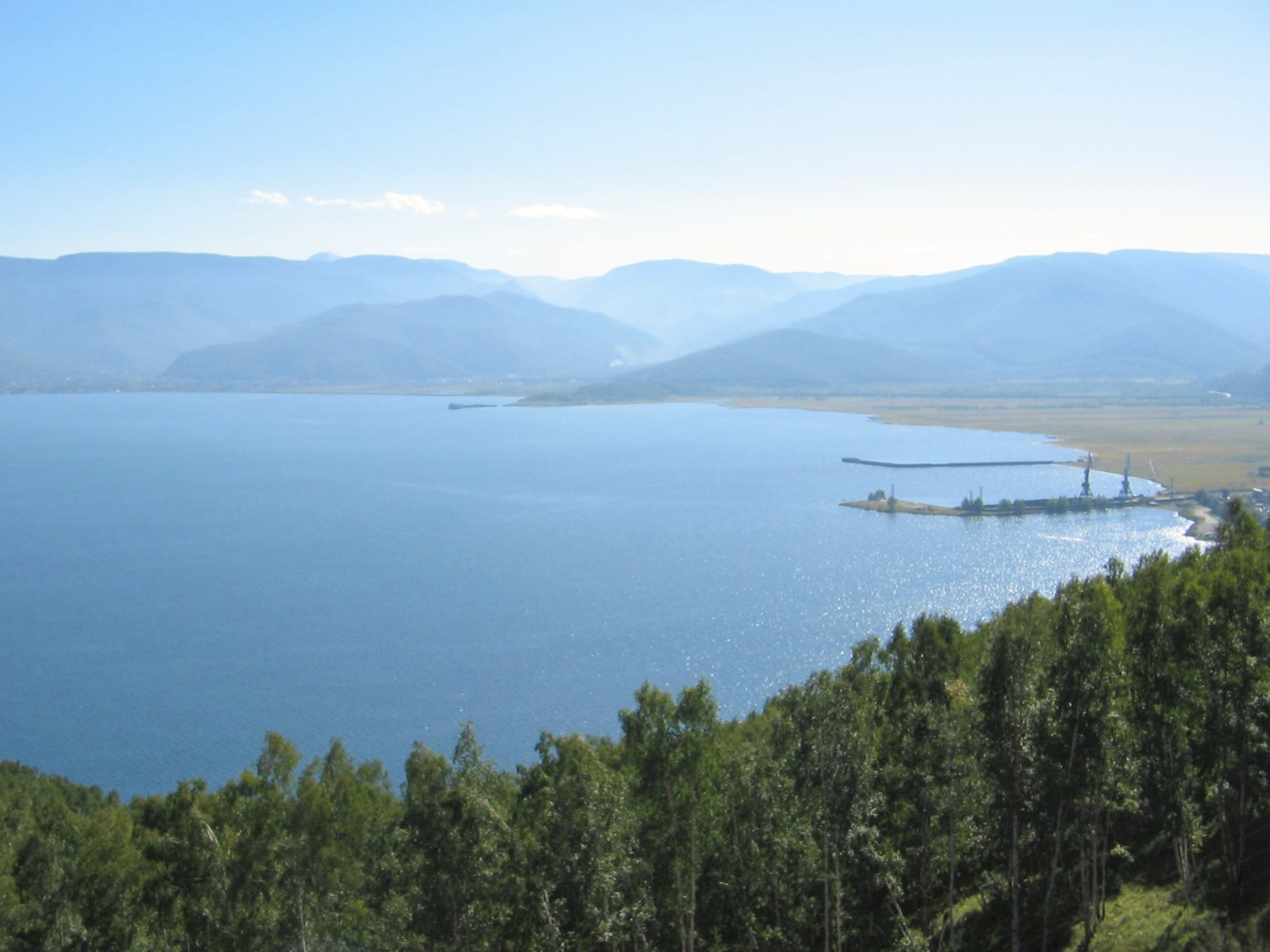
Lac Baïkal

Le lac Baïkal à proximité est connu pour être une « zone de déversement de déchets toxiques ». Si ces déchets ont été emportés en aval, les randonneurs pourraient avoir consommé ces toxines dans leur eau. Certaines toxines pourraient ne pas apparaître dans un rapport standard de toxicologie.

### Empoisonnement par des champignons
Une autre théorie suggère que les randonneurs auraient halluciné et seraient tombés malades à cause d’un empoisonnement par des champignons. Korovina, connue pour être une cueilleuse, enseignait cet art à ses élèves. L'un des randonneurs aurait pu accidentellement ajouter des champignons toxiques à leur petit-déjeuner. Ces champignons auraient aussi pu être hallucinogènes. Dans de très rares cas, une surdose de psilocybine peut provoquer une psychose, des convulsions, un arrêt cardiaque et plonger une personne dans le coma.

## References
- (en) Cet article est partiellement ou en totalité issu de l’article de Wikipédia en anglais intitulé « Khamar-Daban incident » (voir la liste des auteurs).

1. ↑  Zharov, Vladimir, Radionova, Tatyana et Aktinov, Leonid, « Buryatia Dyatlov Pass », sur dyatlovpass.com, 9 mars 2013 (consulté le 9 mai 2024).
2. ↑  (ru) Кораблева, Виктория, « Группа Коровиной: загадочная смерть туристов в южном Прибайкалье », sur techinsider.ru,‎ 6 mars 2024 (consulté le 9 mai 2024).
3. 1 2  (ru) Штурма, Яна, « «Бурятский перевал Дятлова». Что погубило тургруппу Людмилы Коровиной », sur Газета.Ru,‎ 3 mars 2022 (consulté le 9 mai 2024).
4. ↑  « Что произошло на бурятском «перевале Дятлова» » [archive du 24 janvier 2021] (consulté le 17 janvier 2021).
5. ↑  (ru) « Раскрыта тайна гибели казахских туристов на Хамар-Дабане », newbur.ru,‎ 19 janvier 2021 (lire en ligne, consulté le 19 janvier 2021).
6. ↑  « Basé sur le film de Vladimir Jaro « J’attends et je crois » » [archive du 7 février 2021] (consulté le 17 janvier 2021).
7. 1 2 3 4  « The Khamar Daban Incident: Horror on the Mountain Slopes of Soviet Russia », sur Morbid Kuriosity, 22 novembre 2022 (consulté le 9 mai 2024).
8. 1 2  (ru) ВАРСЕГОВА, Наталья, « Отчего погибли туристы на бурятском «перевале Дятлова» », kp.ru,‎ 1er juillet 2018 (lire en ligne, consulté le 10 mai 2024).
9. 1 2  (ru) Наталья ВАРСЕГОВА, « Что произошло на бурятском «перевале Дятлова» », kp.ru,‎ 25 juillet 2018 (lire en ligne, consulté le 9 mai 2024).
10. ↑  (ru) « Группа туристов загадочно исчезла в горах. Нашли только одну выжившую », sur Onliner,‎ 24 janvier 2024 (consulté le 9 mai 2024).
11. 1 2 3  Natasha Mullins, « The Most Credible Theories Regarding The Khamar Daban Incident », sur The Mystery Box, 23 mars 2021 (consulté le 9 mai 2024).